# Cristoforo Boscari
Cristoforo Boscari (... – Roma, 21 agosto 1444) è stato un vescovo cattolico italiano.

## Biografia
Nacque da una famiglia nobile umbra, figlio di Berto. Per questo, talvolta è riportato come Cristoforo Berti. I Boscari erano conti di Poggio della Valtopina.
Dottore in diritto canonico e monaco benedettino, nel 1435 divenne abate di San Pietro di Rasina, nella diocesi di Nocera Umbra.
Il 28 novembre 1437 papa Eugenio IV lo nominò vescovo di Foligno, ricevendo la consacrazione episcopale il 18 maggio 1438 successivo a Ferrara dalle mani del vescovo Giovanni Tavelli, vescovo di Ferrara.
Incontrò notevoli difficoltà ad esercitare il proprio ministero, perché il signore di Foligno Corrado III Trinci impose come vescovo il figlio Rinaldo.
Morì a Roma nel 1444.

## Genealogia episcopale
La genealogia episcopale è:
- Vescovo Matteo Boniperti, O.P.
- Vescovo Giovanni Tavelli, O.Jes.
- Vescovo Cristoforo Boscari